# Cambarus veteranus
Cambarus veteranus (лат.) — редкий вид десятиногих ракообразных рода Cambarus семейства дальневосточных речных раков. Окраска варьируется от оливково-коричневого до светло-зелёного. Живёт 5—7 лет. Длина — 7,57—10,16 см. Эндемик американского штата Западной Виргинии; обитает в верховье реки Гайандотт. Близкий вид — Cambarus callainus.

## Таксономия
Описан американским карцинологом Уолтером Факсоном в 1914 году по экземплярам, собранным зоологом Уильямом Пэрри Хэем в 1900 году из реки Индиан-Крик, притока Гайандотта, невключённая территория Бэйлисвилл, округ Вайоминг, штат Западная Виргиния, США. Впервые ареал был описан Хортоном Хоббсом-младшим в 1969 году: верхняя часть реки Гайандотты и реки Биг-Сэнди, притоков реки Огайо; однако из популяции, обитавшей в Биг-Сэнди, в 2014 году из вида C. veteranus был выделен и описан новый, близкий вид — C. callainus (Thoma et al.).

## Описание
Длина взрослой особи — от 7,57 до 10,16 см. Антенны оранжево-красного цвета. Карапакс по окраске варьируется от оливково-коричневого до светло-зелёного. Цервикальная борозда очерчена светло-голубым, серым или сине-серым цветом. Ланцетовидный рострум имеет оранжевые и красные края. На клешнях преобладают светло-голубые и серые оттенки; имеется ряд жёлтых бугорков в средней части. Ходильные ножки синие. Созревает на 3-м году жизни. Ожидаемая продолжительность жизни — 5—7 лет; некоторые особи могут прожить до 10 лет.

## Питание
Питается донными макробеспозвоночными, рыбами и растительной органикой: мёртвым покровом, водорослями, детритом.

## Размножение
Первое спаривание происходит в середине лета 3-го или 4-го года жизни. Яйца откладываются в конце лета или осенью. Молодняк выводится весной; линька происходит в конце весны — начале лета.

## Ареал
Эндемик бассейна верховья реки Гайандотт в округах Логан и Вайоминг, в американском штате Западной Виргинии. Имеет самый ограниченный ареал среди всех речных раков центрального региона гор Аппалачи (3300 км²). Популяции встречаются только в двух притоках Гайандотт — Клир-Форк и Пиннакл-Форк, что делает этот вид раков одним из самых уязвимых в мире. Укрываются в углублениях под булыжниками и валунами на дне ручья.

## Меры по сохранению вида
До выделения и описания отдельного вида Cambarus callainus (Thoma et al.) в 2014 году C. veteranus по классификации NatureServe был отнесён к уязвимым видам (G3), ввиду небольшого ареала; Международный союз охраны природы отнёс C. veteranus к категории Data Deficient (DD), так как для определения природоохранного статуса отсутствовала необходимая информация; Американское общество рыболовства отнесло C. veteranus к вымирающему виду. Впоследствии природоохранные статусы C. veteranus, без учёта C. callainus, должны были быть пересмотрены. Численность вида сокращается.
В 2022 году Службой охраны рыбных ресурсов и диких животных США вид признан вымирающим.